# Храм Меиџи
Меиџи џингу (明治神宮) налази се у Токију, Јапан. То је Шинто храм посвећен душама цара Меиџија и царице Шокен. Цар Меиџи је умро 1912, а царица Шокен 1914. године. Након њихове смрти храм је изграђен у спомен на њих.
Земљиште храма се састоји из три дела: Најен, унутрашњи део, Гајен, спољни део у коме се налази Меморијална галерија фотографија и спортски терени, и Меиџи меморијални хол. Ове површине су покривене зимзеленом шумом која је била донација народа из свих крајева Јапана, а простире се на 700.000 m² и сложи за духовне потребе и за релаксацију у центру града.